# Dragodana
Dragodana là một xã thuộc hạt Dâmbovița, România. Dân số thời điểm năm 2002 là 7002 người.